# Meral Danış Beştaş
Meral Danış Beştaş (Mardin, 5 d'abril de 1967) és una política turca del Partit Democràtic dels Pobles (HDP), i membre del Parlament des del 7 de juny de 2015.

## Primers anys i educació
Nascuda a Mardin, Beştaş es va graduar a la Facultat de Dret de la Universitat de Dicle el 1990. Va ser detinguda el 16 de novembre de 1993, juntament amb el seu marit, acusada de ser missatgera del PKK. Entre el 15 de novembre de 1993 i el 21 de desembre de 1993, van ser detinguts 16 advocats que defensaven clients acusats d'estar afiliats al PKK. Beştaş va ser alliberada el 10 de desembre de 1993 juntament amb 12 advocats més. Els 16 advocats van al·legar que a causa de la seva detenció els seus drets van ser vulnerats i van presentar una denúncia a la Comissió Europea de Drets Humans. L'any 2003 se li va concedir una indemnització de 14.000 euros per haver estat detinguda il·legalment durant 24 dies.

## Carrera política
Actualment és co-vicepresidenta de l'HDP, i va ser escollida com a diputada de l'HDP a les eleccions generals de juny de 2015, i ha estat reelegida a les eleccions generals de novembre de 2015, i de juny de 2018.

### Visió i idees polítiques
S'ha posicions en diverses ocasions a favor de l'abolició de la llei que prohibeix insultar el president turc i ha expressat l'opinió que els polítics en general han de poder ser insultats. Beştaş opina que el cas de tancament contra l'HDP està motivat pel Partit de la Justícia i el Desenvolupament (AKP), que havia sobreviscut a un cas de tancament el 2008.

### Acusació política
Va ser detinguda el 30 de gener de 2017, acusada d'haver participat en una reunió del consell d'HDP durant la qual, segons la fiscalia, l'HDP va decidir convocar protestes en suport de les YPG que lluitaven contra l'Estat Islàmic a Kobanî. Va ser alliberada el 21 d'abril de 2017 a l'espera del judici. L'any 2018 el tribunal constitucional va ordenar al tresor turc que pagués a Beştaş 20.000 lires turques per haver estat empresonada injustament durant diversos dies; ja que, tot i que Beştaş era membre de la junta, no es va demostrar que votés a favor de les protestes. Els fiscals turcs van anunciar el 13 de febrer de 2018 que sol·licitaven una pena de presó de 25 anys per a Beştaş. El 17 de març de 2021, el fiscal de l'Estat davant el Tribunal de Cassació de Turquia, Bekir Şahin, va presentar una demanda davant el Tribunal Constitucional per exigir a ella i a 686 polítics més de HDP una prohibició de cinc anys per dedicar-se a la política. La demanda es va presentar conjuntament amb una sol·licitud de tancament de l'HDP a causa dels presumptes vincles organitzatius de les parts amb el PKK.

## Vida personal
Meral Danış Beştaş està casada i té dos fills.